# 신경전형인
신경전형인(영어: Neurotypical)은 신경다양성의 관점에서 자폐 장애를 가진 사람들이 비자폐인을 부를 때, 내지는 신경질환이 없는 사람을 부르는 말이다.

## 같이 보기
- 신경다양성